# Chloropipo
Chloropipo — рід горобцеподібних птахів родини манакінових (Pipridae). Включає 2 види.

## Опис
Це дрібні птахи, завдовжки 12 см, з досить довгими хвостами. Дуже непомітні, населяють підліски гірських лісів або передгір'їв. На відміну від інших манакінів, вони дуже тихі та потайні.

## Види
- Манакін жовтоголовий (Chloropipo flavicapilla)
- Манакін перуанський (Chloropipo unicolor)